# Patrick Murphy (natation)
Patrick Murphy, né le 22 février 1984 à Albury, est un nageur australien spécialiste des distances sprint (100 et 200 mètres) en nage libre. Il est deux fois médaillé de bronze lors des relais aux Jeux olympiques d'été de 2008. Il participe à quelques épreuves de dos comme lors des Jeux olympiques de 2004.

## Palmarès

### Jeux olympiques
- Jeux olympiques de 2008 à Pékin ( Chine) :
  -  Médaille de bronze du relais 4 × 100 m nage libre[1].
  -  Médaille de bronze du relais 4 × 200 m nage libre.

### Championnats du monde
- Championnats du monde 2005 à Montréal ( Canada) :
  -  Médaille de bronze du relais 4 × 100 m nage libre.
  -  Médaille de bronze du relais 4 × 200 m nage libre.

- Championnats du monde 2007 à Melbourne ( Australie) :
  -  Médaille d'argent du relais 4 × 200 m nage libre[1].

- Championnats du monde 2009 à Rome ( Italie) :
  -  Médaille de bronze du relais 4 × 200 m nage libre.